# Hvide skygger
Hvide Skygger (originaltitel: White Shadows in the South Seas er en amerikansk dramastumfilm fra 1928, instrueret af W. S. Van Dyke og med Monte Blue og Raquel Torres i hovedrollerne.
Filmen blev produceret af Cosmopolitan Productions i samarbejde med MGM og distribueret af MGM. Filmen er løst baseret på rejsebogen White Shadows in the South Seas af Frederick O'Brien. Den er kendt for at være den første film fra MGM, der blev udgivet med et forudindspillet soundtrack.
Filmfotografen Clyde De Vinna vandt en Oscar for bedste fotografering for sit arbejde med filmen.

## Medvirkende
- Monte Blue som Dr. Lloyd
- Raquel Torres som Fayaway
- Robert Anderson som Sebastian
- Renee Bush som Fayaways ven (ukrediteret)

## Produktion
Filmen er inspireret af Frederick O'briens rejsebog White Shadows in the South Seas fra 1919. O'Brien havde tilbragt et år i Stillehavet hos øboerne på Marquesasøerne.
Produktionen startede i 1927 som et samarbejde mellem dokumentarfilmmager Robert Flaherty, Cosmopolitan og MGM. Filmen blev optaget i Tahiti, langt fra Hollywood, hvilket var sjældent på den tid.
Filmen er kendt for at være den første MGM-film der blev udgivet med et forudindspillet soundtrack. Lydsporet indeholdt en romantisk score af William Axt og David Mendoza, med få lydeffekter som hylende vind, en storm, og et svagt ord, "hello".
Tahiti blev overdådigt fanget af kameramændene Clyde De Vinna, Bob Roberts og George Nogle. De Vinna vandt en Oscar for bedste fotografering i 1930 ved den anden oscaruddeling.
De Vinna havde tidligere været i Tahiti sammen med instruktør Raoul Walsh da de lavede filmen Lost and Found on a South Sea Island for Goldwyn Pictures.